# In Waves
In Waves is het vijfde album van de Amerikaanse heavymetalband Trivium dat in 2011 werd uitgebracht onder het Nederlandse platenlabel Roadrunner Records. Het reguliere album bevat dertien nummers met onder andere de hit In Waves. De speciale editie van het album In Waves bevat achttien nummers.

## Tracklist
1. Capsizing the sea
2. In waves
3. Inception of the end
4. Dusk dismantled
5. Watch the world burn
6. Black
7. A skyline's severance
8. Ensnare the sun (bonus track)
9. Built to fall
10. Caustic are the ties that bind
11. Forsake not the dream
12. Drowning in slow motion (bonus track)
13. A grey so dark
14. Chaos reigns
15. All of these yesterdays
16. Leaving the world behind
17. Shattering the skies above (bonus track)
18. Slave new world (bonus track)

## Medewerkers
- Matt Heafy – zanger, gitarist
- Corey Beaulieu – gitaar, achtergrondzang
- Paolo Gregoletto – bassist, achtergrondzang
- Travis Smith – drummer, percussie
- Nick Raskulinecz – producer
- Colin Richardson – mixer